# سیارک ۸۸۸۹
سیارک ۸۸۸۹ (به انگلیسی: 8889 Mockturtle، نامگذاری:1994OC) هشت هزار و هشتصد و هشتاد و نهمین سیارک کشف شده‌است که در ۳۱ ژوئیه ۱۹۹۴ کشف شد.
قدر مطلق سیارک برابر ۱۱٫۶۰ است.
این سیارک را به نام شبه لاکپشت، از شخصیت‌های داستان آلیس در سرزمین عجایب نام گذاشته‌اند.